# ほしおさなえ
ほしお さなえ（1964年5月21日 - ）は、日本の小説家、詩人。旧筆名は萩山 綾音（はぎやま あやね）、大下 さなえ（おおした さなえ）。本名は東 さなえ（あずま さなえ）。旧姓は中島（なかじま）。フェリス女学院大学文学部非常勤講師。日本推理作家協会、本格ミステリ作家クラブ会員。

## 来歴
1964年、東京都にて生まれる。東京学芸大学卒業。理工学系の専門書を扱う出版社に勤務し、その後は大学研究補佐員を経て小説家になった。
「萩山綾音」名義で発表した『影をめくるとき』が1995年の第38回群像新人文学賞の優秀作に選ばれる。同年、『月刊カドカワ』にて、詩人としてデビューを果たした。それ以降は、「大下さなえ」名義で作品を発表した。2002年、『ヘビイチゴ・サナトリウム』にて、第12回鮎川哲也賞の最終候補となった。同作の刊行をきっかけに2003年に筆名を再び変更し、それ以来「ほしおさなえ」名義にて活動している。

## 作品
『月刊カドカワ』でのデビュー以降、『ユリイカ』や『現代詩手帖』などでも詩を発表した。また、『ヘビイチゴ・サナトリウム』や『天の前庭』など、ミステリー小説も執筆している。

## 家族
父はハードボイルドの翻訳家・評論家の小鷹信光であり、『探偵物語』の原案を担当したことでも知られている。夫は、作家・思想家の東浩紀であり、出版社ゲンロンの代表取締役社長兼編集長である。

## 著書

### 詩集
- 『夢網』（思潮社、2000年） - 大下さなえ名義
- 『くらげそっくり』（青林工藝舎、2003年） - 大下さなえ名義、画：西岡千晶

### 小説

#### ものだま探偵団
絵：くまおり純
- 『ものだま探偵団1 ふしぎな声のする町で』（徳間書店、2013年7月）
- 『ものだま探偵団2 駅のふしぎな伝言板』（徳間書店、2014年7月）
  - 【合本】『ものだま探偵団 ふしぎな声のする町で』（徳間文庫、2022年4月） - 上記2冊の合本
- 『ものだま探偵団3 ルークとふしぎな歌』（徳間書店、2015年7月）
- 『ものだま探偵団4 わたしが、もうひとり？』（徳間書店、2017年8月）
  - 【合本】『ものだま探偵団 ルークとふしぎな歌』（徳間文庫、2022年11月） - 上記2冊の合本
- 『ものだま探偵団5 ふしぎな声が町じゅうで』（徳間書店、2021年12月）

#### 活版印刷三日月堂
- 『活版印刷三日月堂 星たちの栞』（ポプラ文庫、2016年5月 / ポプラ社【特装版】、2020年4月）
- 『活版印刷三日月堂 海からの手紙』（ポプラ文庫、2017年2月 / ポプラ社【特装版】、2020年4月）
- 『活版印刷三日月堂 庭のアルバム』（ポプラ文庫、2017年12月 / ポプラ社【特装版】、2020年4月）
- 『活版印刷三日月堂 雲の日記帳』（ポプラ文庫、2018年8月 / ポプラ社【特装版】、2020年4月）
- 『活版印刷三日月堂 空色の冊子』（ポプラ文庫、2019年12月 / ポプラ社【特装版】、2020年4月）
- 『活版印刷三日月堂 小さな折り紙』（ポプラ文庫、2020年1月 / ポプラ社【特装版】、2020年4月）

#### 菓子屋横丁月光荘
- 『菓子屋横丁月光荘 歌う家』（ハルキ文庫、2018年8月）
- 『菓子屋横丁月光荘 浮草の灯』（ハルキ文庫、2019年6月）
- 『菓子屋横丁月光荘 文鳥の宿』（ハルキ文庫、2020年6月）
- 『菓子屋横丁月光荘 丸窓』 (ハルキ文庫、2021年6月）
- 『菓子屋横丁月光荘 金色姫』 (ハルキ文庫、2022年7月）
- 『菓子屋横丁月光荘 光の糸』 (ハルキ文庫、2023年6月）

#### 三ノ池植物園標本室
- 『三ノ池植物園標本室 上 眠る草原』（ちくま文庫、2018年12月）
- 『三ノ池植物園標本室 下 睡蓮の椅子』（ちくま文庫、2018年12月）

#### 紙屋ふじさき記念館
- 『紙屋ふじさき記念館 麻の葉のカード』（角川文庫、2020年2月）
- 『紙屋ふじさき記念館 物語ペーパー』（角川文庫、2020年9月）
- 『紙屋ふじさき記念館 カラーインクと万年筆』（角川文庫、2021年2月）
- 『紙屋ふじさき記念館 故郷の色 海の色』 (角川文庫、2021年8月）
- 『紙屋ふじさき記念館 春霞の小箱』（角川文庫、2022年3月）
- 『紙屋ふじさき記念館 結のアルバム』（角川文庫、2022年11月）
- 『紙屋ふじさき記念館 あたらしい場所』（角川文庫、2023年11月）

#### 言葉の園のお菓子番
- 『言葉の園のお菓子番 見えない花』（だいわ文庫、2021年3月）
- 『言葉の園のお菓子番 孤独な月』 (だいわ文庫、2021年10月）
- 『言葉の園のお菓子番 森に行く夢』（だいわ文庫、2022年8月）
- 『言葉の園のお菓子番 復活祭の卵』（だいわ文庫、2023年9月）
- 『言葉の園のお菓子番 未来への手紙』（だいわ文庫、2024年5月）
- 『言葉の園のお菓子番 大切な場所』（だいわ文庫、2025年3月）

#### 祓い師笹目とウツログサ
- 『祓い師笹目とウツログサ』（文春文庫、2024年6月）
- 『おかえり草 祓い師笹目とウツログサ2』（文春文庫、2025年6月）

#### 琴子は着物の夢を見る
- 『琴子は着物の夢を見る』（ハルキ文庫、2024年8月）
- 『梅、香る 琴子は着物の夢を見る』（ハルキ文庫、2025年5月）

#### 銀河ホテルの居候
- 『銀河ホテルの居候 また虹がかかる日に』（集英社文庫、2024年9月）
- 『銀河ホテルの居候 光り続ける灯台のように』（集英社文庫、2024年11月）
- 『銀河ホテルの居候 落葉松の森を歩いて』（集英社文庫、2025年7月）

#### その他の小説
- 『ヘビイチゴ・サナトリウム』（東京創元社 ミステリ・フロンティア、2003年12月 / 創元推理文庫、2007年6月） - 鮎川哲也賞最終候補作。
- 『天の前庭』（東京創元社 ミステリ・フロンティア、2005年7月）
- 『モドキ』（角川書店、2006年4月）
- 『恩寵』（角川書店、2008年12月）
- 『空き家課まぼろし譚』（講談社ノベルス、2011年1月 / 講談社文庫、2016年4月）
- 『オレンジの陽の向こうに』（東京創元社、2011年3月）
- 『夏草のフーガ』（幻冬舎、2011年7月）
- 『お父さんのバイオリン』（徳間書店、2011年11月） - 絵：高橋和枝
- 『みずうみの歌』（講談社、2013年10月）
- 『銀塩写真探偵 一九八五年の光』（角川文庫、2018年5月）
- 『金継ぎの家 あたたかなしずくたち』（幻冬舎文庫、2019年10月）
- 『東京のぼる坂くだる坂』（筑摩書房、2021年5月）
- 『うせものがかり なくしたもの、見つけます。』（ポプラ社、2023年11月）
- 『まぼろしを織る』（ポプラ社、2024年1月）

#### アンソロジー収録
「」内がほしおさなえの作品
- 『飯テロ 真夜中に読めない20人の美味しい物語』（富士見L文庫、2017年12月）「味噌汁王子」
- 『あの日、あの駅で。 駅小説アンソロジー』（集英社オレンジ文庫、2020年9月）「カントリー・ロード」

### その他の著書
- 『翻訳家になるには』（ぺりかん社 なるにはBOOKS、1996年） - 中島さなえ名義、監修：小鷹信光
- 『言葉の舟 心に響く140字小説の作り方』 (ホーム社、2024年4月）

### 解説
- 西岡兄妹『地獄 西岡兄妹自選作品集』（青林工藝舎、2000年10月 / 青林工藝舎【新装版】、2012年11月） 解説「西岡兄妹が見ているもの」 - 初刊時は大下さなえ名義、新装版はほしおさなえ名義